# Prelože (Ilirska Bistrica, Slovenija)
Prelože je naselje u slovenskoj Općini Ilirskoj Bistrici. Prelože se nalazi u pokrajini Notranjskoj i statističkoj regiji Notranjsko-kraškoj. 

## Stanovništvo
Prema popisu stanovništva iz 2002. godine naselje je imalo 72 stanovnika.